# Eastbourne (Nouvelle-Zélande)
La ville de Eastbourne est une banlieue de la cité de Lower Hutt située dans le sud de l’île du Nord de la Nouvelle-Zélande.

## Situation
C'est une banlieue externe située sur la berge est du mouillage de Wellington Harbour (en), à 5 kilomètres au sud de la zone urbaine principale de la ville de Lower Hutt et directement de l’autre côté du mouillage par rapport à la péninsule de Miramar (en) dans la cité de Wellington.

## Population
Sa population était de 4 665 personnes lors du recensement de 2013.

## Géographie
Elle comprend quelque 2 000 maisons résidentielles étalées sur 7 petites baies principales nommées Point Howard, Lowry Bay, York Bay, Mahina Bay, Days Bay (en), Rona Bay et Robinsons Bay, bien que seules les 2 dernières baies soient considérées comme faisant partie de la commune d'Eastbourne elle-même. Il y a aussi 2 baies plus petites nommées Sunshine Bay et Sorrento Bay,.
Situées tout près de la mer et exposées au soleil couchant, les baies sont assez raides avec au niveau inférieur des maisons à proximité immédiate de l’eau, souvent avec des vues spectaculaires sur le mouillage.
Plus haut, on trouve principalement du bush natif. Grâce à un programme d'éradication du possum géré localement, le bush y est bien régénéré avec en particulier des arbres couverts de fleurs de type northern rātā.

## Accès
Le bush contient de nombreux chemins autour des maisons, mais aussi des chemins à travers les collines de la baie.
On trouve ainsi à cet endroit des plages abritées permettant la natation qui est l’une des attractions majeures,.
Le secteur est atteint à partir de Lower Hutt par une route côtière étroite et exposée, en traversant la banlieue industrielle de Seaview.
Il y a surtout un service de ferry (en) régulier, traversant le port, entre Wellington et Eastbourne, qui accoste aux quais Days Bay Wharf et Queen's Wharf tout près de la ville basse de Wellington. À l’extrémité d'Eastbourne, au-delà de Burdan's gate, une route (non goudronnée) uniquement pédestre s’étire tout du long des installations portuaires (en), où se situent trois phares.
Le secteur est très réputé pour le cyclisme et fournit un accès vers le parc régional d'East Harbour (en).

## Gouvernance
Avant d’être fusionné dans Lower Hutt, le Borough d’Eastbourne constituait une ville séparée avec son propre conseil et son administration civile. Maintenant, le Eastbourne Community Board est le reste du conseil de la ville et exprime la voix des habitants locaux pour ce qui les concerne.

## Éducation
Eastbourne a 3 écoles primaires locales : Muritai School, San Antonio School et une école secondaire : le collège Wellesley (en).

## Flore et faune
Les collines entourant 'Eastbourne' fournissent un habitat important pour la biodiversité locale et contient certaines des plantes les plus rares de la Nouvelle-Zélande et des espèces en danger de disparition.